# Ismar de Oliveira Soares
Ismar de Oliveira Soares (Resende, RJ,  20 de outubro de 1943) é um filósofo, geógrafo, historiador, jornalista, doutor em Comunicação e, pesquisador brasileiro do campo da Educomunicação na América Latina. Um dos fundadores do curso de Licenciatura em Educomunicação da Universidade de São Paulo (USP). 
Dedicou-se primeiramente à carreira de seminarista, onde teve contato com a área de comunicação e movimentos sociais ligados ao catolicismo. Teórico e pesquisador da comunicação, é autor do livro Educomunicação: o conceito, o profissional, a aplicação, lançado em 2011 pela Editora Paulinas.

## Biografia
Ismar Soares nasceu em 20 de outubro de 1943, na cidade de Resende, localizada entre os estados do Rio de Janeiro e São Paulo. Filho de pais católicos, toma gosto pela leitura e escrita já na infância ao cursar a primeira comunhão. Aos onze anos de idade inscreve-se para o Seminário Salesiano em Lavrinhas, onde inicia a carreira de seminarista aos doze anos. Com os Salesianos realiza os estudos básicos e vive seus primeiros contatos com a comunicação e com movimentos populares de base católica. No colégio participa da criação de uma rádio comunitária e um jornal para circular entre os seminaristas.
Em 1965, forma-se bacharel em Geografia e licenciado em História pela Faculdade Salesiana de Filosofia, Ciências e Letras de Lorena (SP). Aos 26 anos de idade interrompe a formação de padre e muda-se para a cidade de São Paulo para dedicar-se ao magistério e à graduação em Jornalismo na Faculdade Cásper Líbero (1967 - 1970). Atuou como educador na Medianeira dos Jesuítas (Colégio Nossa Senhora Medianeira), no Colégio São Luís e no Colégio Estadual Camargo Aranha. Na mesma época, inicia seu contato com a União Cristã Brasileira de Comunicação (UCBC), participando da criação de protocolos de proteção para jornalistas perseguidos pelo Regime Militar.
A partir de leituras da obra de Paulo Freire, cria pela UCBC o projeto Leitura Crítica da Comunicação (LCC) e realiza suas primeiras publicações sobre comunicação e educação pela Edições Paulinas. Após sete anos trabalhando com projetos de comunicação e querendo aprimorar seu conhecimento na área, realiza entre 1977 e 1986 mestrado e doutorado na Escola de Comunicações e Artes da Universidade de São Paulo (ECA-USP), instituição que adentra como docente de Psicologia da Comunicação no Departamento de Comunicações e Artes no ano de 1988. Já imerso no campo da Educomunicação, em 2000, vai aos Estados Unidos realizar pós doutorado pela Marquette University, Milwaukee.
Após 26 anos de docência e diversos projetos realizados junto à da universidade, em 2014 torna-se professor aposentado com menção honrosa pela ECA-USP. 

## Campos de Estudo
Pesquisador, educador e agente cultural, seu “estilo realizador” pode ser percebido em suas contribuições que sustentam a sua coerência epistemológica entre teoria e prática: ao mesmo tempo que reflete a partir de suas vivências enquanto líder e participante de diversos grupos, traz as reflexões da academia para a vida cotidiana.
Sua produção pode ser dividida em:

### Comunicação Cristã
Seu histórico de educação católica influenciou na sua produção acadêmica - desde sua tese de mestrado e doutorado a diversos artigos publicados. Ele escreveu sobre a importância do diálogo das Igrejas com o resto da sociedade, com uma linguagem acessível, chegando aos diversos setores sociais.
Participou da organização de mais de dez seminários nacionais e latino-americanos sobre a relação entre religião e comunicação, bem como a criação do  Serviço à Pastoral da Comunicação das Edições Paulinas (SEPAC), um projeto de capacitação permanente para o campo da educação para a comunicação nos anos 80.
Em 1996, como parte da Assembleia Geral da Conferência Nacional dos Bispos do Brasil (CNBB), defendeu a necessidade de todas as paróquias brasileiras criarem equipes de pastoral de comunicação, reforçando a “perspectiva participativa” de sua proposta comunicacional.

### Comunicação Popular
Contribuições dos referenciais marxistas e da pedagogia de Paulo Freire inspiraram muitas das ideias e projetos de Soares, reconhecido como um representante de um Humanismo marxista.
Participou da fundação de diversos projetos que promoviam a educação para comunicação como o Projeto LCC – Leitura Crítica da Comunicação e o Educom.rádio.

### Educomunicação
Tendo como referência autores como Paulo Freire, Mario Kaplún, Jesús Martín-Barbero, Ismar de Oliveira Soares contribui para a consolidação e ampliação do campo da Educomunicação na América Latina.  

No início dos anos 2000, a partir da designação fundada por Mario Kaplún, Soares propõe uma ampliação do significado da Educomunicação para 
(...) um conjunto das ações voltadas ao planejamento e a implementação de ecossistemas comunicativos democráticos e participativos, nos espaços educativos, mediante o emprego das linguagens e tecnologias da informação, visando o pleno exercício da cidadania. 
Através de uma pesquisa empírica (1997-1999), identificou o perfil dos educadores que vinham usando a comunicação nas escolas, com a colaboração de especialistas de 14 países da América Latina, do Núcleo de Comunicação e Educação da ECA/USP, e da Universidade Salvador (UNIFACS), Bahia. A Educomunicação apareceu como um campo emergente e principal hipótese na pesquisa do NCE-USP, revelando-se como um novo paradigma e indicando a demanda da formação de um novo profissional - o(a) educomunicador(a), capaz de mediar um processo dialógico entre todos os envolvidos nas etapas de aprendizagem, sejam elas formais, não formais ou informais.  
Fez parte do pedido para abertura da licenciatura em Educomunicação, que só foi aprovado em novembro de 2009, 13 anos depois, pelo Conselho Universitário da USP e com o efetivo início em fevereiro de 2011. 

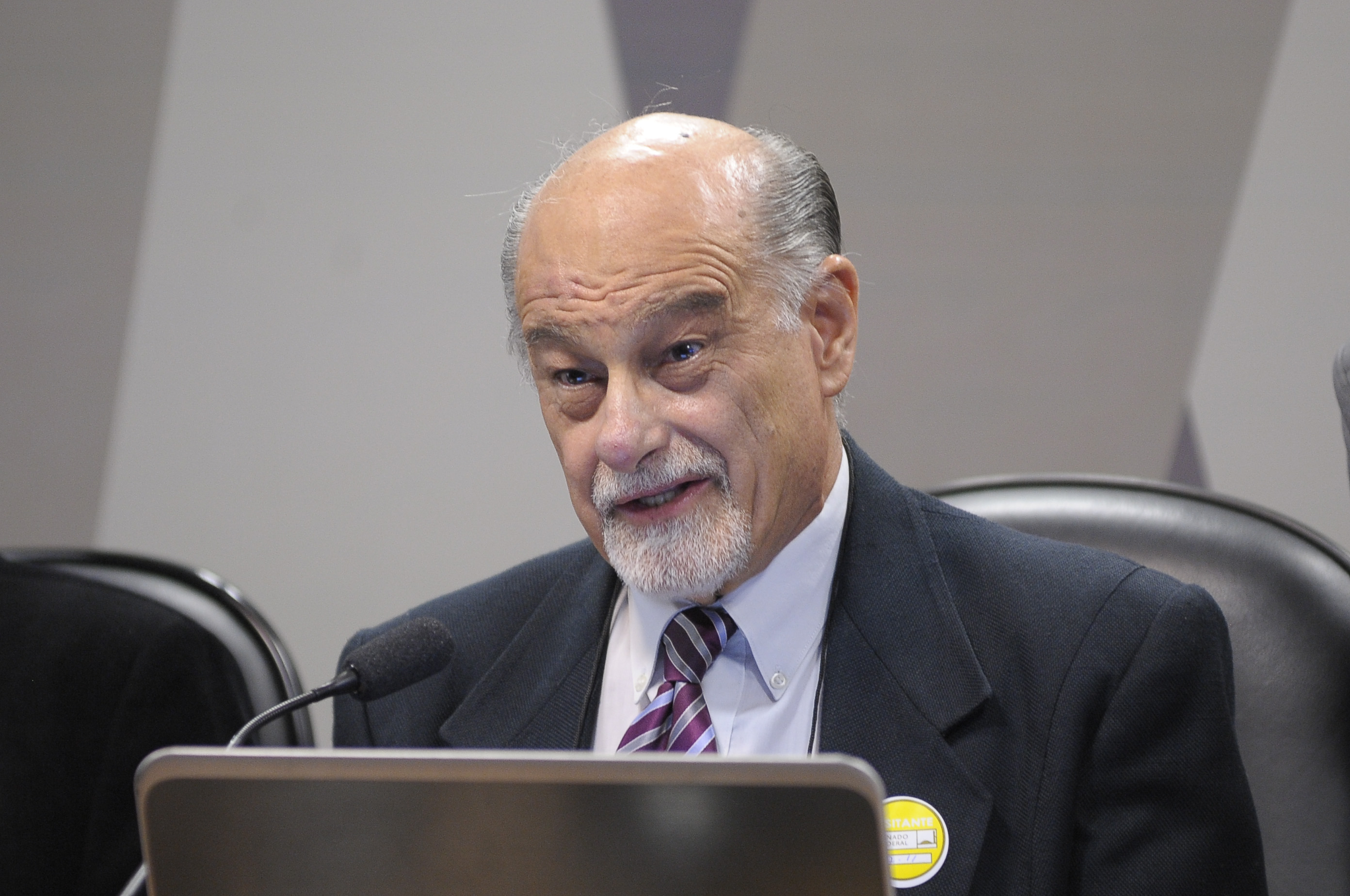
Conselho de Comunicação Social (CCS) realiza seminário sobre educação midiática e informacional no Brasil - Um Olhar a Partir da Perspectiva da Unesco. Foto: Pedro França/Agência Senado

## Legado

### Núcleo de Comunicação e Educação (NCE-USP)
Em 1996, nasce o Núcleo de Comunicação e Educação na Universidade de São Paulo, sendo Ismar seu fundador e coordenador geral. Este núcleo reúne professores de diversas universidades brasileiras que se interessam pela interface entre Comunicação e Educação. Com 25 anos de história, existem três grandes marcos: Congresso Internacional em 1998 (quatro grandes temáticas orientaram o Congresso: “Educação para a comunicação”, “O uso das tecnologias na educação”, “A comunicação educativa a serviço da cidadania”, “A inter-relação comunicação/educação e artes”), a pesquisa-perfil em 1997-1999 e os projetos nos anos 2000 (educom.rádio, educom.tv, educom.jt, dentre outros).
Entre 1997 e 1999, uma pesquisa realizada pelo núcleo contou com especialistas de diferentes países latino americanos e países da Península Ibérica para entender e debater as possibilidades da inter-relação entre áreas da Comunicação e da Educação. Posteriormente, como parte do resultado, desenvolve-se um novo campo: a Educomunicação, através da complementação entre comunicação para a educação ou tecnologias da comunicação utilizadas na educação.
Através da pesquisa A Inter-relação Comunicação e Educação no âmbito da Cultura Latino-americana (o perfil dos pesquisadores e dos especialistas na área) o Núcleo de Comunicação e Educação legitima a área da Educomunicação como um novo paradigma transversal, em que trata de ecossistemas comunicativos democráticos, dialógicos e participativos.   
Todo trabalho do núcleo possui intencionalidade educativa, voltado para os direitos humanos, especialmente o direito à comunicação. Os profissionais da Educomunicação trabalham com o conceito de desenvolvimento e avaliação de projetos, tendo como meio um campo de intervenção social específico (interface entre Comunicação/Educação) para tecnologias educativas, leitura crítica dos meios e produção de cultura.
O professor Ismar Soares, em parceria com a Secretaria de Saúde de São Paulo, o Núcleo de Comunicação e Educação e a Associação Brasileira de Pesquisadores da Educomunicação (ABPEducom), é coordenador do projeto Educom.saúde que promove formação com agentes da saúde por meio da mediação de educomunicadores.

### Educom.Rádio
Educom.Rádio foi um projeto idealizado entre o primeiro semestre de 2001 e o segundo semestre de 2004 por Ismar Soares com a finalidade de trazer uma conscientização, debate das soluções e reflexões sobre problemas de violência física, psicológica, social ou moral, era um curso totalizado por 12 encontros, 8 horas cada. O objetivo do projeto é combater a violência e proporcionar uma cultura de paz nas escolas de ensino fundamental da rede pública municipal de ensino.
Envolvendo professores, alunos e membros da comunidade de 455 escolas públicas municipais de São Paulo, o projeto trabalhava com a linguagem radiofônica e o desenvolvimentos de trabalhos de cunho educomunicativos integrados às práticas curriculares. Com três anos e meio de duração, o curso conta com uma equipe de formadores composta por 200 especialistas formados pelo Núcleo de Comunicação e Educação da Universidade de São Paulo (NCE-USP).

## Obras
No ano de 1985 Soares escreve o livro Comunicação, Igreja e Estado na América Latina. Neste, se destacou e demonstrou a relevância de seus estudos para a comunicação católica. Na obra, o autor discute as relações entre Igreja e Estado no campo da comunicação social. Ao organizar com Joana Puntel as contribuições dos congressos da União Cristã Brasileira de Comunicação Social e de inúmeros pensadores católicos que discutiam os rumos da comunicação cristã, nesta obra Soares analisou o discurso e a prática de comunicação das Igrejas, se tornando uma das referências no assunto.
Soares é um dos principais estudiosos do conceito de Educomunicação no Brasil e na América Latina. Parte de suas obras são voltadas para a pesquisa em Educomunicação, suas Áreas de Intervenção, o conceito do profissional educomunicador e as aproximações entre os campos educação e comunicação.
Em 2011, Ismar publicou o livro Educomunicação: o conceito, o profissional, a aplicação, pela editora Paulinas. Além de reunir resultados das pesquisas do Núcleo de Comunicação e Educação da USP sobre o conceito de Educomunicação, a obra apresentada práticas educomunicativas realizadas em projetos aliados à política educacional do MEC. A obra faz parte da Coleção Educomunicação e visa oferecer, a partir de uma visão sistêmica do conceito da Educomunicação, reflexões sobre a ampliação do "coeficiente comunicativo.
No livro Educomunicação e suas áreas de intervenção: novos paradigmas para o diálogo intercultural, Soares e outros pesquisadores destacam a inserção da Educomunicação nas práticas interculturais. Para o pesquisador, tais práticas são visíveis nas ações profissionais de educomunicadores, em que lidam com abordagens multifuncionais da interface Comunicação/Educação, colocadas em prática para a valorização da diversidade e para a construção da dialogicidade, da cidadania e participação democrática, das relações humanas nos ecossistemas comunicativos em práticas comunitárias.

## Livros publicados
Lista de publicações do pesquisador Ismar de Oliveira Soares:
- SOARES, I. O.; VIANA, C. E.; PRANDINI P. D. Educomunicação, transformação social e desenvolvimento sustentável. 1. ed. São Paulo: ABPEducom, 2020. v. 1. 732 páginas.
- SOARES, I. O.; VIANA, C. E. ; XAVIER, J. B. (Org.) . Educomunicação e suas áreas de intervenção: novos paradigmas para o diálogo intercultural. 1. ed. São Paulo: ABPEducom, 2017. 943 páginas.
- SOARES, I. O.; ROSA, R. (Org.) ; MACHADO, S. (Org.). Educomunicação e Diversidade: múltiplas abordagens. 1. ed. São Paulo: ABPEducom, 2016. v. 1. 263 páginas.
- SOARES, I. O.; VIANA, C. E. (Org.); BRASIL, J. X. (Org.) . Educomunicação e Alfabetização Midiática: conceitos, práticas e interlocuções. 1. ed. São Paulo: ABPEducom, 2016. v. 1. 372 páginas.
- SOARES, I. O.; VIANA, C. E. (Org.) ; XAVIER, J. B. (Org.) . Educação Midiática e Política Pública.1. ed. São Paulo: ABPEducom, 2014. v. 1. 200 páginas.
- SOARES, I. O. Educomunicação: o conceito, o profissional, a aplicação. 2. ed. São Paulo: Paulinas, 2011. v. 1. 102 páginas.
- SOARES, I. O. Media and religion: risk or opportunity? : the impact of modern media on religious experience and social conscience. 1. ed. Genebra: UCIP, 2008. v. 1. 180 páginas.
- SOARES, I. O. Media challenges amidst cultural and religious pluralism: for a new social order, justice and peace. 1. ed. Genebra: UCIP, 2005. v. 1. 222 páginas.
- SOARES, I. O. Educomunication. São Paulo: NCE - Núcleo de Comunicação e Educação da ECA/USP, 2004. 60 páginas.
- SOARES, I. O. Celebrating 75 Years of Service, Dedication, Commitment and Contribution to Journalism, Humanity and Nature. 1. ed. Genebra: UCIP, 2002. v. 1. 192 páginas.
- SOARES, I. O. Media and the Challenge of Globalisation. 1. ed. Genebra: UCIP, 2002. v. 1. 252 páginas.
- SOARES, I. O.  et al. (Org.). Caminhos da Educomunicação. São Paulo: Editora Salesiana, 2001. v. 1. 87 páginas.
- SOARES, I. O. Media Education in Brazil. São Paulo: UAM - Universidade Anhembi Morumbi, 2001. v. 1.
- SOARES, I. O. Sociedade da Informação ou da Comunicação?. São Paulo: Cidade Nova Editora, 1996. v. 01.
- SOARES, I. O. O Jovem e a Comunicação. São Paulo: Editora Loyola, 1992. v. 01.
- SOARES, I. O. Para uma Leitura Crítica da Publicidade. São Paulo: Edições Paulinas, 1991.
- SOARES, I. O. Comunicação e Criatividade na Escola. São Paulo: Edições Paulinas, 1990.
- SOARES, I. O. Uma Semana com TV. São Paulo: Edições Paulinas, 1989.
- SOARES, I. O. A Campanha da Igreja sobre a Comunicação: a controvertida busca de um novo discurso. São Paulo: ECA-USP, 1989.
- SOARES, I. O. Como Organizar a Pastoral da Comunicação. São Paulo: Edições Paulinas, 1989. v. 01.
- SOARES, I. O. Do Santo Ofício à Libertação. 1. ed. São Paulo: Edições Paulinas, 1988. v. 01. 404 páginas.
- SOARES, I. O.. A Comunicação na Construção da Paz. São Paulo: Edições Paulinas, 1985.
- SOARES, I. O.; PUNTEL, J. (Org.) . Comunicação, Igreja e Estado na América Latina. São Paulo: Edições Paulinas, 1985. v. 01.
- SOARES, I. O. Para uma Leitura Crítica dos Jornais. São Paulo: Edições Paulinas, 1984. v. 01.
- SOARES, I. O.; PUNTEL, J. (Org.) . Segurança do Povo, um desafio à Comunicação. São Paulo: Edições Paulinas, 1984

## Prêmios e Honrarias
- 2020 - Membro do Conselho Deliberativo da Socicom, Federação Brasileira das Associações Científicas e Acadêmicas de Comunicação (2021-2022).
- 2018 - Prêmio USP Trajetória pela Inovação, Pró-Reitoria de Pesquisa da Universidade de São Paulo (PRP-USP) e pela Agência USP de Inovação[24].
- 2017 - Presidente de Honra do NCE - Núcleo de Comunicação e Educação da Universidade de São Paulo - NCE-USP.

## Ligações Externas
Produção intelectual de Ismar de Oliveira Soares cadastrada no Repositório da Produção USP
Currículo Lattes de Ismar de Oliveira Soares